# Battaglia dello Scheideck
La battaglia dello Scheideck (in tedesco: Gefecht auf der Scheideck), nota anche come battaglia del passo di Scheideck o battaglia di Kendern (in tedesco: Gefecht bei Kandern), fu uno scontro che ebbe luogo il 20 aprile 1848 durante la rivoluzione del Baden sul passo Scheideck, a sud-est della città di Kandern, nel Baden meridionale, nella Germania sudoccidentale. 
Una colonna armata di rivoluzionari del Baden guidata da Friedrich Hecker venne bloccata dalle truppe della Confederazione tedesca al comando del generale Friedrich von Gagern. Dopo alcune trattative e  schermaglie, vi fu una breve battaglia sullo Scheideck, in cui cadde il generale von Gagern, ma i ribelli vennero dispersi. L'esercito federale tedesco allora si concentrò su un altro gruppo ribelle e disperse quello stesso giorno una seconda forza rivoluzionaria guidata da Joseph Weißhaar.

## Antefatto

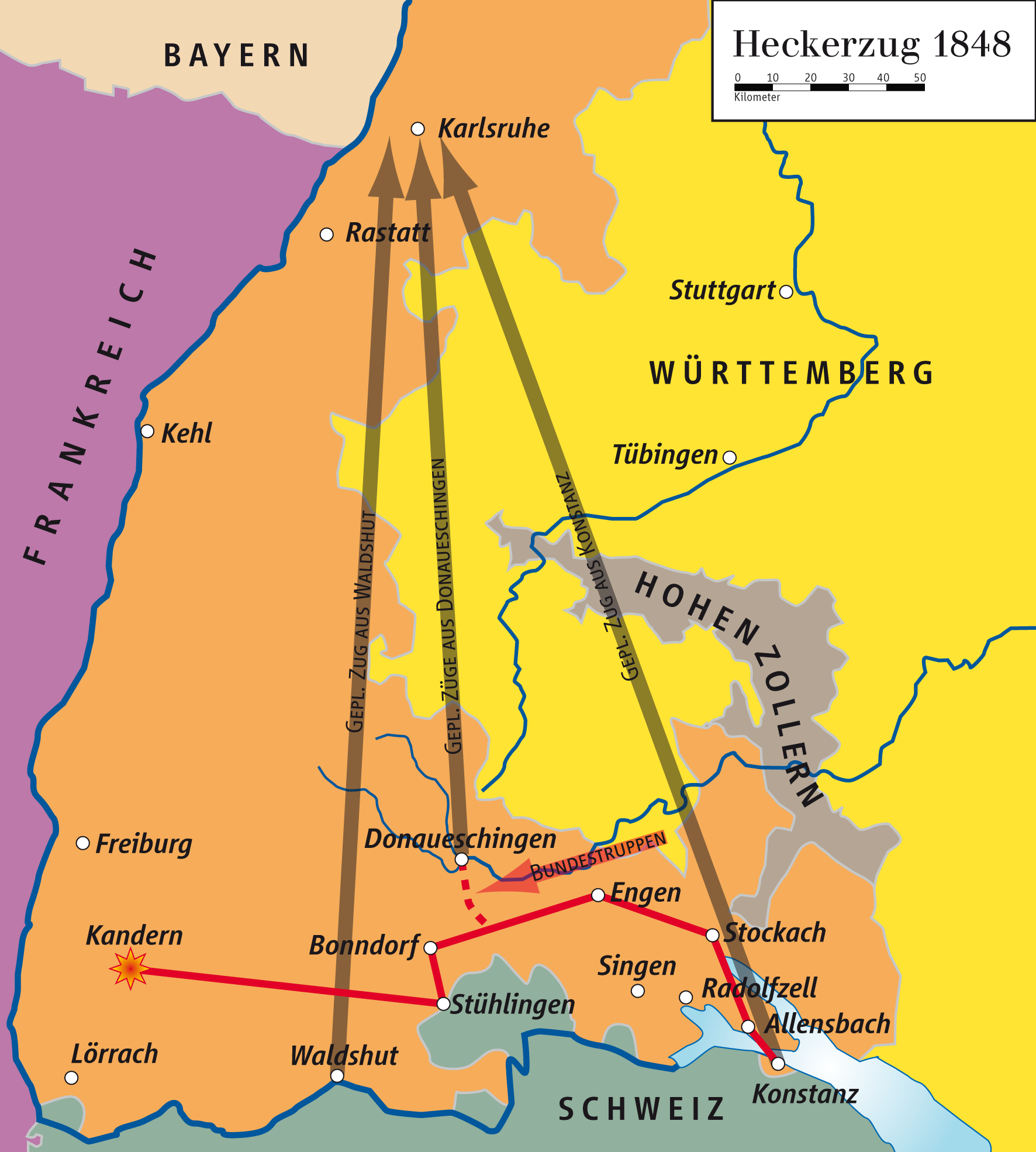
Il percorso di Hecker (in rosso) sino al punto della battaglia dello Scheideck

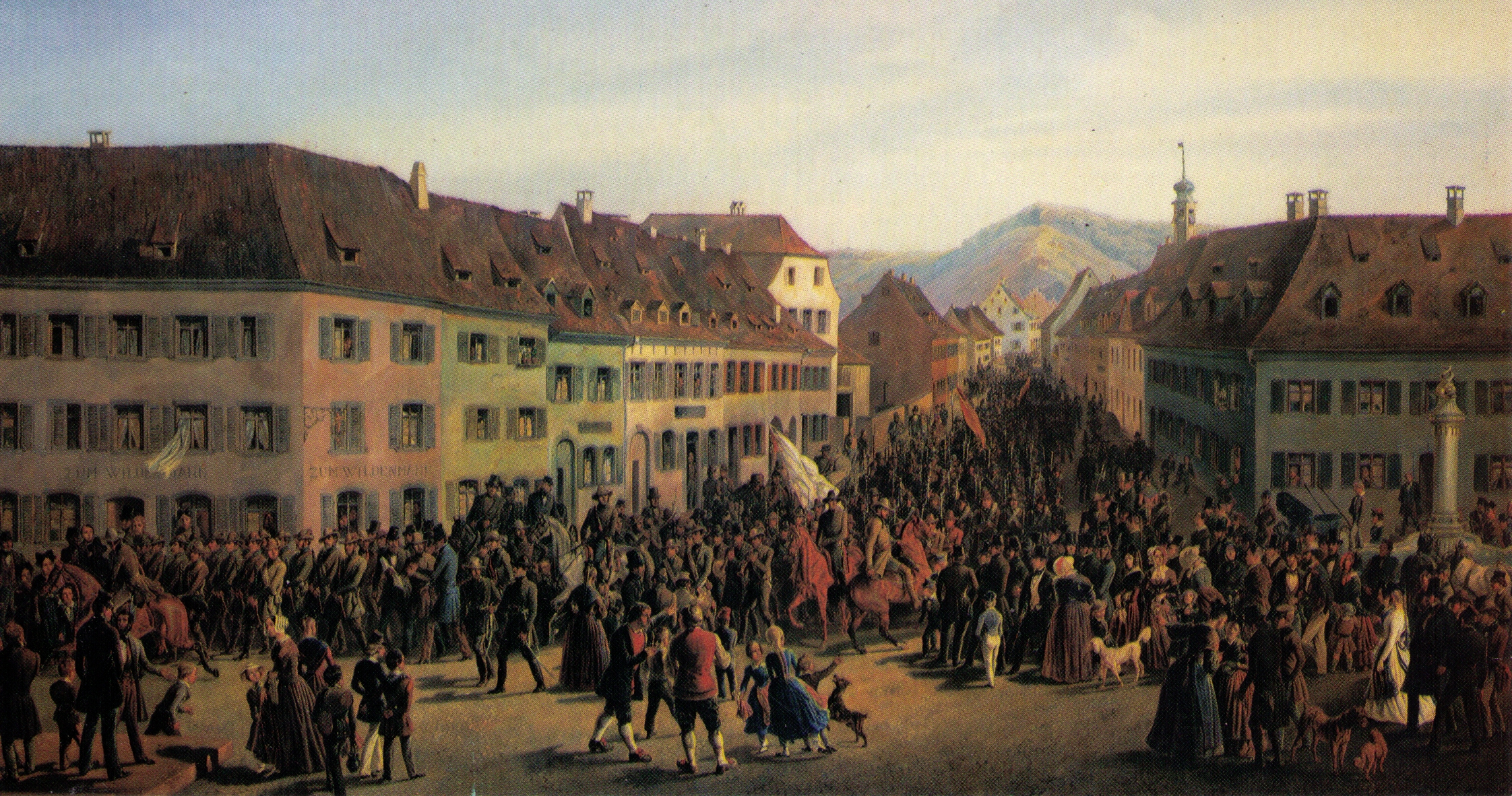
L'arrivo di una colonna di rivoluzionari a Lörrach a sostegno delle operazioni di Hecker

Friedrich Hecker, Gustav Struve ed altri democratici radicali furono delusi dal primo parlamento istituito dopo la rivoluzione tedesca del 1848/1849, dal momento che il principale dei requisiti da loro chiesto, ovvero l'abolizione della monarchia e la formazione di uno stato federale, tedesco e repubblicano non venne preso in considerazione. La maggioranza dei parlamentari, al contrario, propendeva per una monarchia costituzionale federale. Hecker e Struve non poterono affermare le loro idee dal momento che nessuno dei due venne incluso nel Comitato dei Cinquanta Eletti che avrebbe continuato l'attività del parlamento preliminare fino all'elezione dell'Assemblea nazionale. Hecker tornò quindi a Baden, dove divenne membro della Seconda Camera dell'Assemblea degli Stati di Baden. In questa camera di governo le tensioni erano percepibili chiaramente: il governo temeva l'invasione delle truppe dalla Francia e nel contempo discuteva se i soldati dell'Assia e del Württemberg dovessero essere di stanza nel paese per respingerli dando eventualmente manforte alle forze granducali. Hecker si espresse contro quest'idea di militarizzazione dello stato con un lungo discorso il 7 aprile. Il giorno dopo, un suo stretto confidente, Josef Fickler, editore del Seeblatter e importante agitatore dei democratici radicali nel Seekreis, si dimise e venne arrestato dalle guardie su ordine del deputato Karl Mathy. Poiché Mathy non aveva poteri sovrani come semplice membro del parlamento, questa determinazione risultò essere stata illegale; dopo quest'azione, ad ogni modo, è chiaro che Hecker temeva il proprio arresto e per la propria vita e per questo motivo prese la decisione di fuggire da Mannheim e di portarsi a Costanza attraverso la Francia. Da Costanza partì la sua rivoluzione contro il governo, inizialmente sostenuta da appena 60 rivoluzionari, e poi ingrandendosi sempre più di numero lungo il percorso. Nel contempo il governo fece ammassare le truppe dell'VIII corpo d'armata composte da truppe del Baden, dell'Assia e del Württemberg nell'area.
A causa della presenza delle truppe del Württemberg a Donaueschingen, Hecker venne costretto a spingersi più a ovest sino a raggiungere la Wiesental e marciare poi attraverso di essa fino a Steinen. Da Steinen tentò di tornare a nord e raggiunse Kandern il 19 aprile, quando si accorse però che le truppe federali erano ormai già vicine: le truppe del Baden e dell'Assia, guidate dal generale Friedrich von Gagern, erano sul punto di prendere il controllo della ferrovia e per questo motivo i due eserciti si scontrarono presso Kandern. Hecker aveva nel frattempo preso la decisione di ritirarsi a Steinen per unirsi lì con un'altra colonna rivoluzionaria di 700 uomini guidata da Joseph Weißhaar. Questi aveva lasciato Lottstetten il 17 aprile e aveva marciato lungo l'Alto Reno fino a Lörrach, dove aveva poi svoltato a nord-est verso Steinen.

## Truppe coinvolte
Le truppe federali erano composte da truppe consociate provenienti dell'Assia e del Baden. Il contingente del Baden era composto da un battaglione del reggimento di guardie del Baden, un battaglione del 2º reggimento di fanteria del Baden e tre squadroni di dragoni. Un battaglione del 3º reggimento di fanteria formava il contingente dell'Assia. Le truppe federali disponevano anche di sei pezzi d'artiglieria.Il comandante era il tenente generale Friedrich von Gagern, che comandava formalmente la 2ª divisione del Baden e rappresentava in loco il granduca Massimiliano. Dopo la sua morte, fu il colonnello Heinrich Wilhelm von Hinckeldey, comandante del 1º reggimento di dragoni del Baden, ad assumere il comando dell'intera forza militare. Il maggiore Gustav Kuntz del Baden fungeva da capo di stato maggiore delle truppe federali. La forza delle truppe federali fu stimata dal rivoluzionario Karl Kaiser in 2 200 uomini totali. Il fatto che Friedrich von Gagern fosse al comando delle truppe federali fu da alcuni autori ritenuta un'indicazione che il governo non volesse intraprendere un'azione drastica: Gagern era politicamente esperto e aveva opinioni più liberali e nazionaliste rispetto ad altri generali della sua epoca. D'altra parte, la nomina di uno "straniero" causò disordini a Baden tra gli ufficiali e tra i repubblicani.
Contro le truppe federali era schierata la colonna dei rivoluzionari con 
1 200 uomini al comando di Friedrich Hecker. L'armamento del plotone era molto vario ma in maggioranza composto da falci. Importanti capi militari furono August Willich e Karl Kaiser. L'artiglieria dei rivoluzionari era composta da due cannoni.

## La battaglia

### In direzione di Kandern

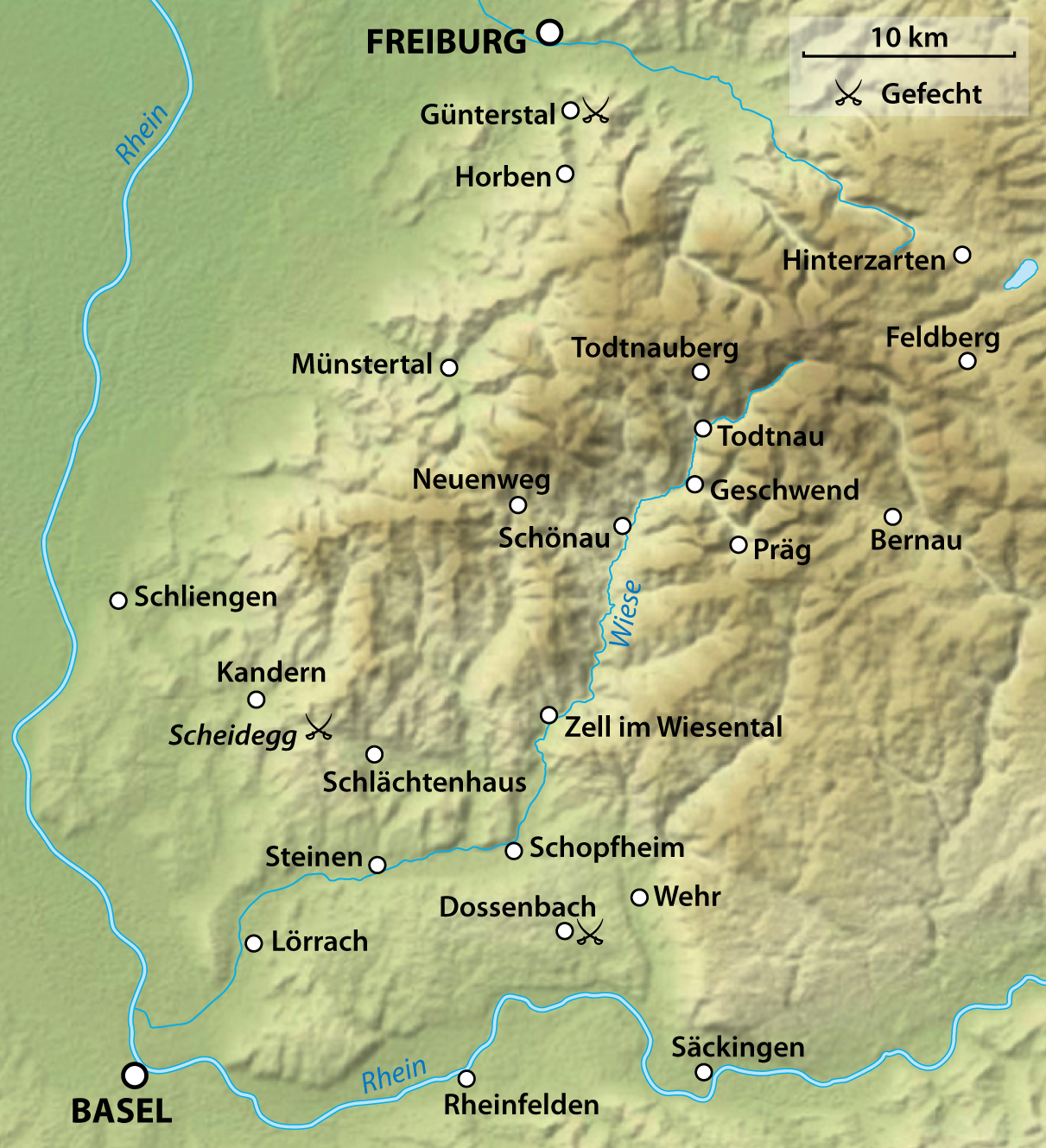
Mappa dell'area interessata dagli scontri

La mattina del 20 aprile, le truppe federali al comando del generale von Gagern avanzarono verso Kandern. Gli insorti rifiutarono la richiesta di arrendersi e si ritirarono prima che il sito fosse preso d'assalto dalle truppe federali. Von Gagern e Hecker si incontrarono su un ponte davanti a Kandern; Gagern sfidò Hecker chiedendogli di sottomettersi volontariamente, ma Hecker rifiutò con altrettanto orgoglio. Secondo Hecker, von Gagern gli disse in seguito: "Sei un uomo intelligente, ma sei fanatico", frase alla quale Hecker rispose: "Se la devozione alla liberazione di un grande popolo è fanatismo, puoi chiamarlo così". Sia Hecker che Gagern avevano espresso la chiara volontà di evitare lo scontro, ma né l'uno né l'altro riuscirono a convincere i propri uomini a tornare sui loro passi o ad arrendersi all'avversario. I rivoluzionari proseguirono quindi la loro ritirata in direzione sudest tra la Kandertal e la Wiesental. Le truppe federali di Gagern le inseguirono. Dopo circa un'ora raggiunsero il nemico presso il passo di Scheideck, tra Kandern e Schlachtenhaus.

### Lo scontro a fuoco sul passo
In cima al passo montano di Scheideck gli insorti si trovarono bloccati e non poterono proseguire oltre la loro ritirata: se le truppe federali avessero preso la cima, avrebbero potuto sparare sulla colonna dei rivoluzionari in ritirata. Gli insorti allora formarono una linea difensiva e piazzarono i loro cannoni. Fucilieri muniti di armi da fuoco vennero posti ai lati del gruppo e lungo la strada che conduceva al passo, mentre la parte centrale e la destra di essi era composta unicamente da uomini armati di falce. La formazione degli irregolari era svantaggiosa sotto diversi aspetti: da un lato gli uomini armati di falce erano direttamente esposti al possibile fuoco delle truppe nemiche in avanzata, dall'altro gli alberi bloccavano parzialmente il campo di tiro di fucilieri e moschettieri rivoluzionari. Quando le truppe federali presero posizione, gli irregolari cercarono di convincerle a disertare con delle grida. Alcuni rivoluzionari a quel punto decisero di abbandonare le file e andarono a stringere le mani ai soldati nemici, e fu solo la determinazioni dei capi che portò al successivo scontro. Secondo il rapporto del colonnello del Baden von Hinckeldey, von Gagern fu convocato dagli insorti e chiese loro ancora una volta di arrendersi, ma venne costretto a ritirarsi verso la sua cavalcatura quando i rivoluzionari aprirono il fuoco contro le sue truppe. Hecker, per parte sua, affermò che alcuni soldati dell'Assia si erano mossi verso i rivoluzionari con intenzioni pacifiche, ma che questi avevano aperto il fuoco, mentre secondo le fonti degli insorti furono le truppe regolari ad iniziare lo scontro. Von Gagern durante lo scontro venne colpito da tre proiettili e morì sul colpo, e il comando delle truppe federali fu preso dal colonnello von Hinckeldey. Karl Kaiser, che comandava l'ala sinistra dei rivoluzionari, era intenzionato a condurre all'attacco la colonna degli uomini armati di falce, i quali però si trovavano quasi allo sbando a causa della situazione poco chiara creatasi dall'inizio degli scontri, essendo in inferiorità numerica e strategica. Le truppe dell'Assia lanciarono un attacco alla baionetta e riuscirono a respingere gli insorti, alcuni dei quali fuggirono nei boschi e vennero poi dati per dispersi. Un gruppo proveniente dal dipartimento di Costanza, guidata da Theodor Mögling e composta da 40 uomini, trovò inutile unirsi a quel punto ai rivoluzionari già compromessi nelle loro azioni. La battaglia iniziò alle 9:00 e durò in tutto circa mezz'ora. Le truppe federali avanzarono quindi su Schlachtenhaus, località che raggiunsero a mezzogiorno. Qui venne fucilato un contadino che portava in mano un forcone e scappava dalle truppe.